# Вахіба
22°00′00″ пн. ш. 58°50′00″ сх. д. / 22° пн. ш. 58.83333333° сх. д.

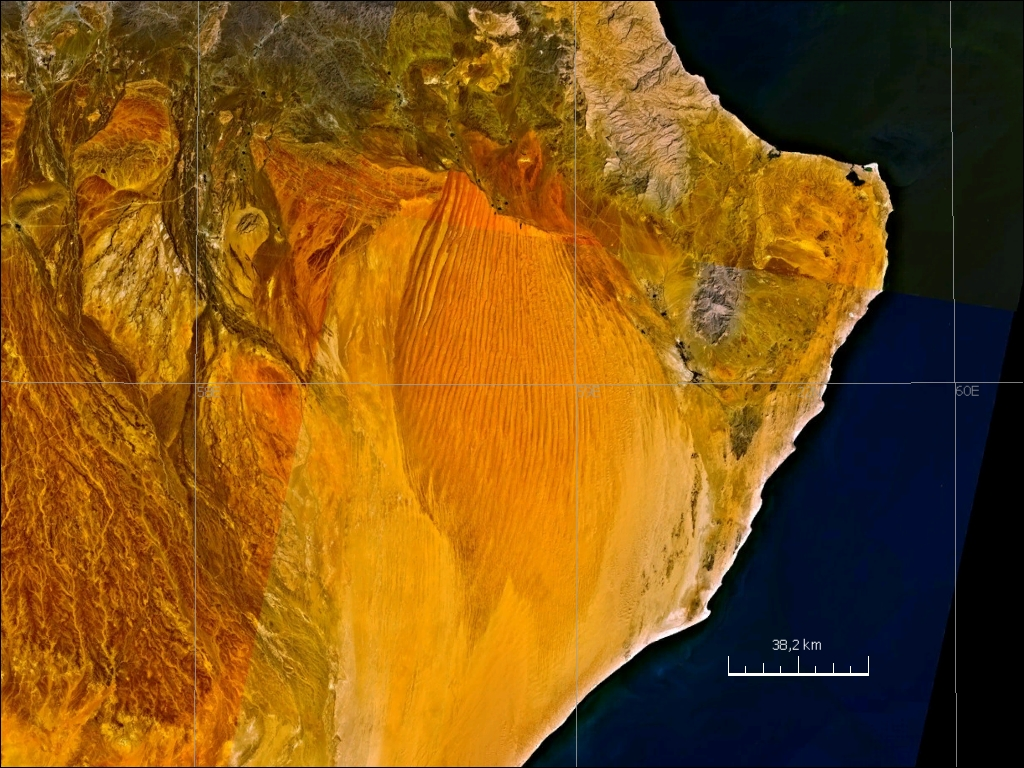
Пустеля Вахіба на супутникову знімку NASA

Вахіба, або Рамлат Аль-Вахіба (араб. رمال آل وهيبة), — піщана пустеля на Близькому Сході, в Омані. Регіон названий так за назвою племені Вахіба. Пустеля має протяжність 180 км з півночі на південь і 80 км зі сходу на захід, загальна площа становить 12 500 км².
Пустеля зацікавила науковців з 1986 року, коли експедиція Королівського географічного товариства задокументувала різноманіття природних ландшафтів, флори та фауни, включаючи 16 000 безхребетних та 200 інших видів тваринного світу, у тому числі птахів. Також було зареєстровано 150 видів місцевої флори.

## Геологія
Пустеля сформувалась в четвертинний період під дією південно-західних мусонів та північних пасатів шамаль, що дмуть зі сходу. По типу дюн пустеля поділяється на високу, або верхню, Вахібу та нижню Вахібу. Північні дюни, що сформувались після останнього регіонального зледеніння, здіймаються до 100 метрів. Північні та західні межі пустелі окреслені алювіальними системами Ваді-Батха та Ваді-Андам. Під верхнім шаром піску розташований більш давній шар зцементованого карбонатного піску. Вважається, що ерозія стала причиною виникнення майже плоскої рівнини на південному заході.

## Населення
Район населений бедуїнами, які збираються в Ель-Хувейя — оазі неподалік від краю пустелі — з червня по вересень для збирання фініків. Основні племена: Аль-Вахіба, Аль-Амр, Аль-Бу-Іса, ХІкман, Хім і Джанаба.

## Галерея

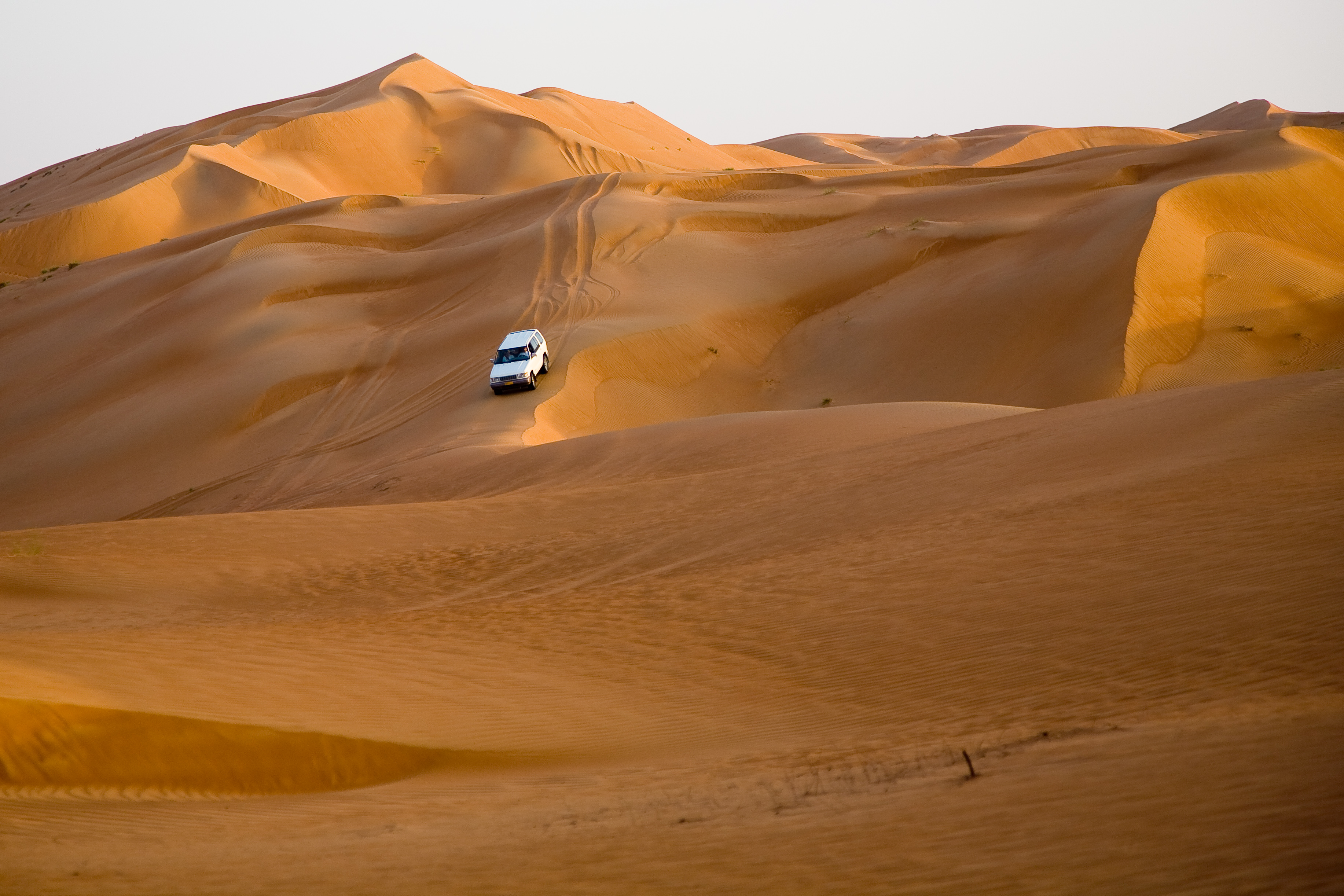
Піски Вахіба
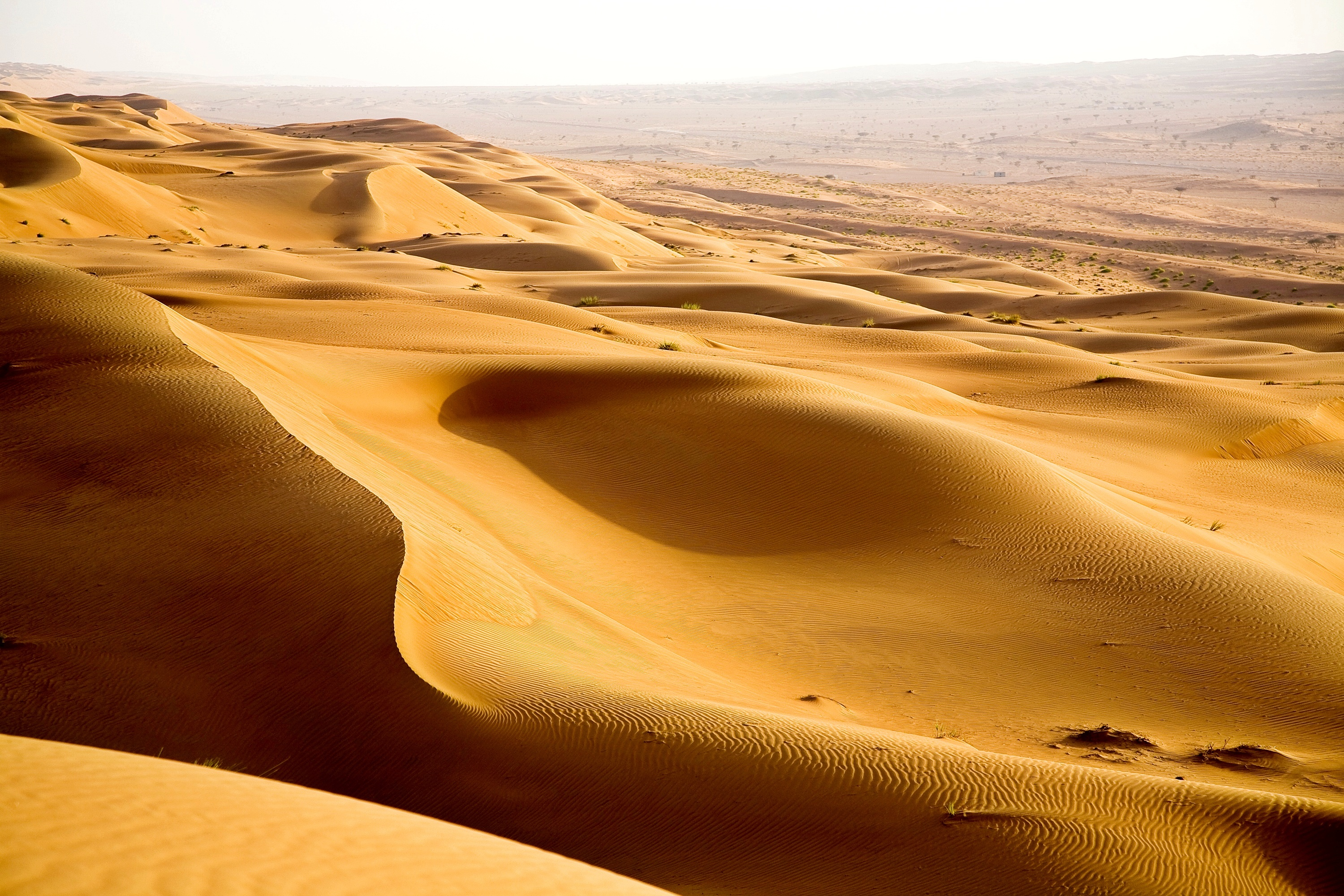
Піски Вахіба
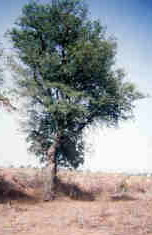
Prosopis cineraria
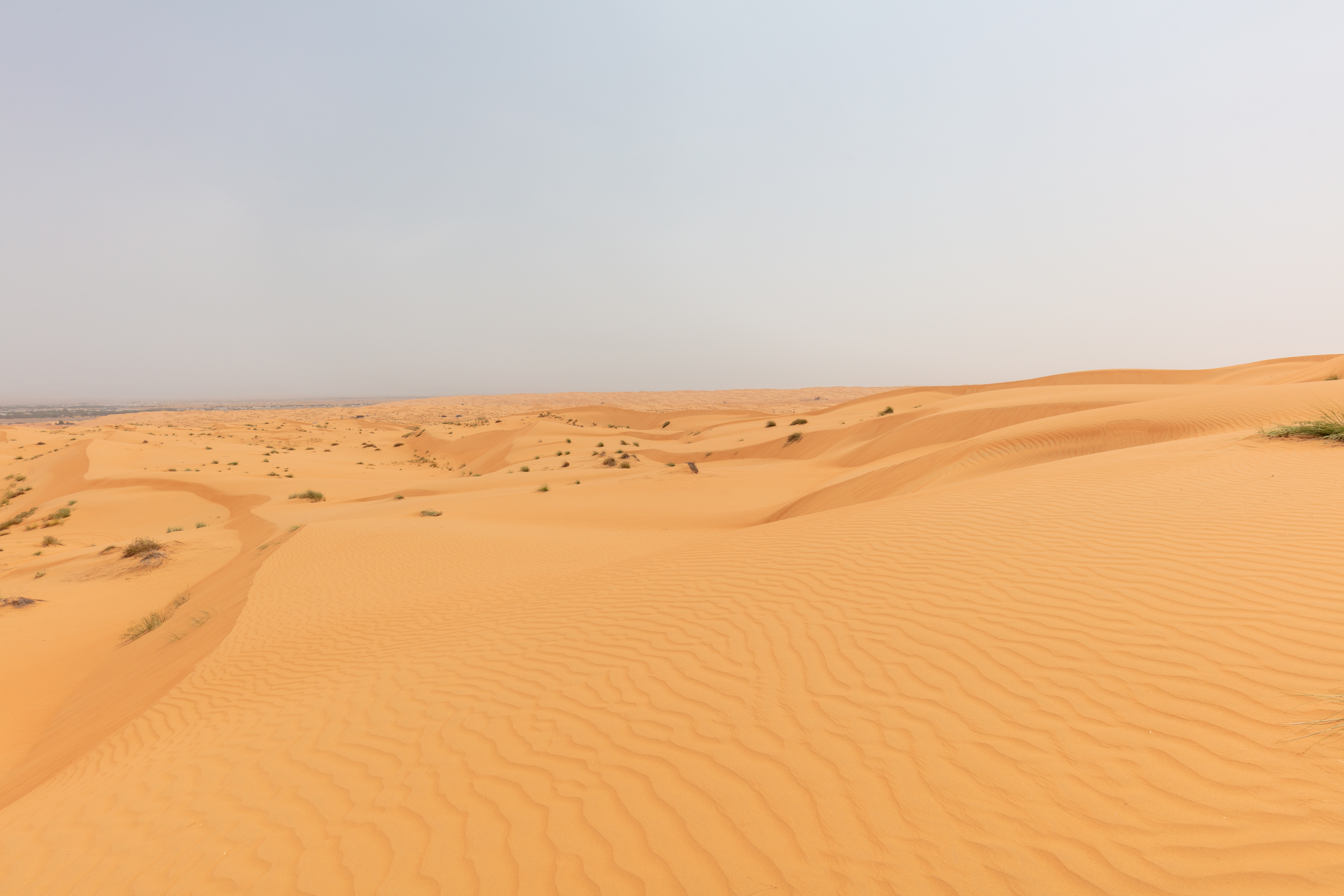